# Opel Blitz

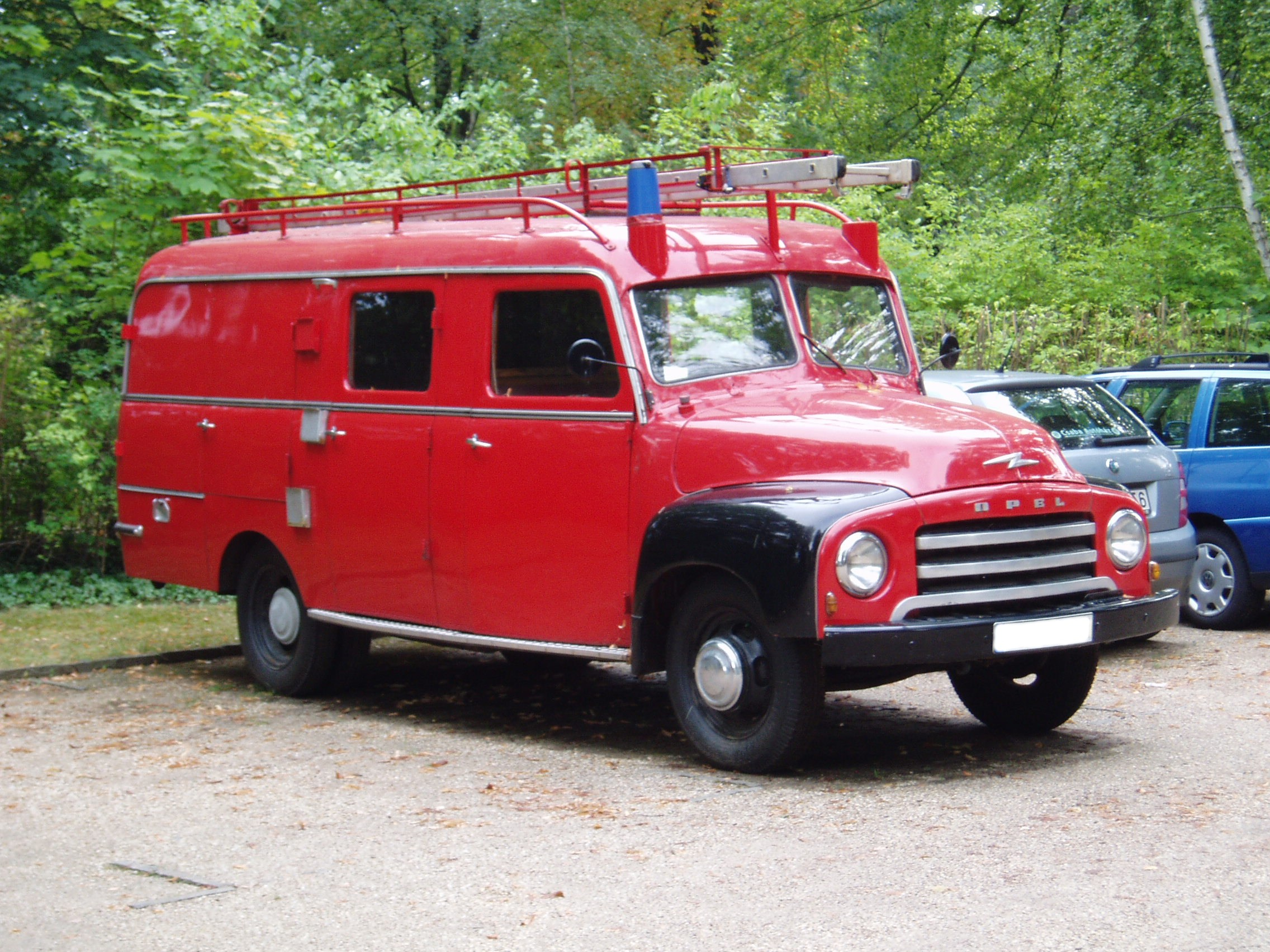
Opel Blitz.

Opel Blitz är en lastbilsmodell från Opel som tillverkades från 1930 till 1974.
Opel Blitz var den mest kända lastbilsmodellen från Opel. 1930 kom den första Opel Blitz i produktion och den blev en av de vanligaste lastbilarna i Tysklands krigsmakt Wehrmacht, bland annat användes den vid underhåll av Messerschmitt Me 323. Efter Andra världskriget återupptogs produktionen och större förändringar gjordes 1952, 1959 och slutligen 1965. 1974 lade Opel ner tillverkningen.
I Storbritannien såldes modellen som Bedford Blitz.
Under kriget tvingades Daimler att tillverka Opel Blitz i sina fabriker då arméns överkommando bedömde Mercedes lastbilar som klart sämre än Opels med lägre lastkapacitet.[källa behövs]
Opel Blitz förekommer flitigt i filmen Örnnästet med Clint Eastwood och Richard Burton.